# Badminton na Letniej Uniwersjadzie 2007

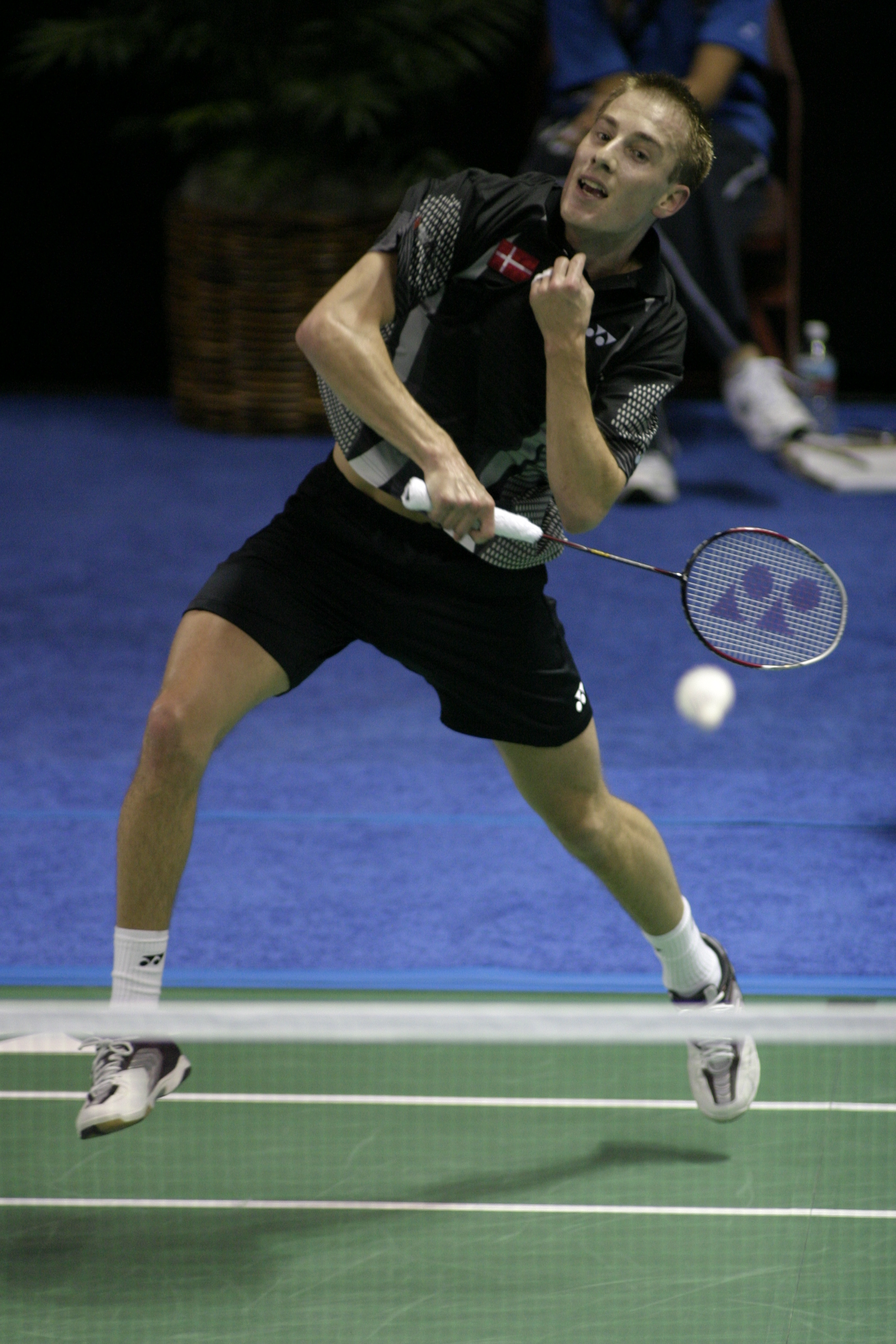

Badminton na Letniej Uniwersjadzie 2007 odbywał się w dniach 9 - 15 sierpnia w hali Thammasat University w Bangkoku.
Rozegranych zostało 6 konkurencji po 2 u mężczyzn i kobiet oraz 2 konkurencje mieszane.
Badmintoniści rywalizowali w trzech rodzajach gier: pojedynczej, podwójnej i zespołowej.

## Obiekty
| Obiekt               | Miasto  | Funkcja           |
| Thammasat University | Bangkok | Zawody i treningi |

## Konkurencje
| - gra pojedyncza - gra podwójna | - gra pojedyncza - gra podwójna | - gra podwójna - zespoły |

## Medale
| Konkurencja              | Złoto | Srebro | Brąz |
| Mężczyźni                | | | |
| Gra pojedyncza szczegóły | Boonsak Ponsana · Tajlandia | Chen Hong · Chiny | Poompat Sapkulchannart · Tajlandia |
| Gra pojedyncza szczegóły | Boonsak Ponsana · Tajlandia | Chen Hong · Chiny | Liao Sheng-shiun · Chińskie Tajpej |
| Gra podwójna szczegóły   | Sudket Prapakamol · Phattapol Ngensrisuk · Tajlandia | Tsai Chia-hsin · Hsieh Yu-hsing · Chińskie Tajpej                                                                                             | Shen Ye · Zhang Wei · Chiny |
| Gra podwójna szczegóły   | Sudket Prapakamol · Phattapol Ngensrisuk · Tajlandia | Tsai Chia-hsin · Hsieh Yu-hsing · Chińskie Tajpej                                                                                             | Nuttaphon Narkthong · Songphon Anugritayawon · Tajlandia |
| Kobiety                  | | | |
| Gra pojedyncza szczegóły | Wang Yihan · Chiny | Cheng Shao-chieh · Chińskie Tajpej | Wang Lin · Chiny |
| Gra pojedyncza szczegóły | Wang Yihan · Chiny | Cheng Shao-chieh · Chińskie Tajpej | Moltjila Meemeak · Tajlandia |
| Gra podwójna szczegóły   | Cheng Wen-hsing · Chien Yu-chin · Chińskie Tajpej | Tian Qing · Pan Pan · Chiny | Zhang Dan · Wang Lin · Chiny |
| Gra podwójna szczegóły   | Cheng Wen-hsing · Chien Yu-chin · Chińskie Tajpej | Tian Qing · Pan Pan · Chiny | Duang-anong Aroonkesorn · Kunchala Voravichitchaikul · Tajlandia |
| Mieszane                 | | | |
| Gra podwójna szczegóły   | Kim Min-jung · Yoo Yeon-seong · Korea Południowa | Cheng Wen-hsing · Fang Chieh-min · Chińskie Tajpej                                                                                            | Zhang Dan · Chen Hong · Chiny |
| Gra podwójna szczegóły   | Kim Min-jung · Yoo Yeon-seong · Korea Południowa | Cheng Wen-hsing · Fang Chieh-min · Chińskie Tajpej                                                                                            | Salakjit Ponsana · Sudket Prapakamol · Tajlandia |
| Zespoły szczegóły        | Salakjit Ponsana · Soratja Chansrisukot · Moltjila Meemeak · Duang-anong Aroonkesorn · Kunchala Voravichitchaikul · Savitree Amitrapai · Boonsak Ponsana · Poompat Sapkulchannart · Sudket Prapakamol · Phattapol Ngensrisuk · Nuttaphon Narkthong · Songphon Anugritayawon · Tajlandia | Tian Qing · Zhang Dan · Pan Pan · Wang Lin · Wang Yihan · Gong Weijie · Shen Ye · Xu Chen · Chen Hong · Zhang Wei · Xie Xin · Xie Xin · Chiny | Richi Puspita Dili · Nitya Krishinda Yulianite Maheswari · Nadya Melati · Frasiska Ratnasari · Tommy Surgiarti · Alamsyah Yunus · Bona Septano · Mohammad Ahsan · Tontowi Ahmad · Viki Indra Okvana · Pia Zebadiah Bernadet · Indonezja |
| Zespoły szczegóły        | Salakjit Ponsana · Soratja Chansrisukot · Moltjila Meemeak · Duang-anong Aroonkesorn · Kunchala Voravichitchaikul · Savitree Amitrapai · Boonsak Ponsana · Poompat Sapkulchannart · Sudket Prapakamol · Phattapol Ngensrisuk · Nuttaphon Narkthong · Songphon Anugritayawon · Tajlandia | Tian Qing · Zhang Dan · Pan Pan · Wang Lin · Wang Yihan · Gong Weijie · Shen Ye · Xu Chen · Chen Hong · Zhang Wei · Xie Xin · Xie Xin · Chiny | Pai Min-jie · Cheng Wen-hsing · Yang Chia-chen · Tsai Pei-ling · Chien Yu-chin · Cheng Shao-chieh · Tsai Chia-hsin · Chu Han-chou · Fang Chieh-min · Liao Sheng-shiun · Lee Sheng-mu · Hsieh Yu-hsing · Chińskie Tajpej                 |

## Czołówka tabeli medalowej
| Rk | Kraj             | Złoto | Srebro | Brąz | Razem |
| 1. | Tajlandia        | 3     | 0      | 5    | 8     |
| 2. | Chiny            | 1     | 3      | 4    | 8     |
| 3. | Chińskie Tajpej  | 1     | 3      | 2    | 6     |
| 4. | Korea Południowa | 1     | 0      | 0    | 1     |
| 5. | Indonezja        | 0     | 0      | 1    | 1     |